# Rammsjön (Röke socken, Skåne)
Rammsjön är en sjö i Hässleholms kommun i Skåne och ingår i Helge ås huvudavrinningsområde. Sjön är 3,8 meter djup, har en yta på 0,31 kvadratkilometer och befinner sig 107,4 meter över havet.